# بل (ديزني)
بِل (بالإنجليزية والفرنسية: Belle)، الشخصية الرئيسية في فيلم الجميلة والوحش (1991)، فتاة فرنسية تعيش في قرية بسيطة في القرن الثامن عشر، اسمها يعنى (جميلة) في اللغة الفرنسية، مولعة بالقراءة وتتميز بذكاء خاص وخيال واسع جعلها منبوذة من قِبل أهل قريتها، تقع أسيرة لأمير محُوَّل إلى وحش في سبيل تحرير والدها المُحتجز لديه، ومن خلال تعاملها معه تكتشف أنه رغم بشاعة وقبح هيئته إلا أنه يمتلك قلباً طيباً، وتنتهى قصتها بالزواج من الأمير بعد عودته إلى صورته الطبيعية.
قامت الممثلة الأمريكية بايج أوهارا بالأداء الصوتي لشخصية حسناء، وقاد فريق رسم الشخصية الرسام جيمس باكستير

## روابط خارجية
- بل على موقع ميوزك برينز (الإنجليزية)